# Amietia
Genre
Synonymes
- Afrana Dubois, 1992

Amietia est un genre d'amphibiens de la famille des Pyxicephalidae.

## Répartition
Les 16 espèces de ce genre se rencontrent en Afrique subsaharienne.

## Liste des espèces
Selon Amphibian Species of the World (18 novembre 2016) :
- Amietia angolensis (Bocage, 1866)
- Amietia chapini (Noble, 1924)
- Amietia delalandii (Duméril and Bibron, 1841)
- Amietia desaegeri (Laurent, 1972)
- Amietia fuscigula (Duméril & Bibron, 1841)
- Amietia hymenopus (Boulenger, 1920)
- Amietia inyangae (Poynton, 1966)
- Amietia johnstoni (Günther, 1894)
- Amietia moyerorum Channing, Dehling, Lötters, and Ernst, 2016
- Amietia nutti (Boulenger, 1896)
- Amietia poyntoni Channing and Baptista, 2013
- Amietia quecketti (Boulenger, 1895)
- Amietia ruwenzorica (Laurent, 1972)
- Amietia tenuoplicata (Pickersgill, 2007)
- Amietia vandijki (Visser & Channing, 1997)
- Amietia vertebralis (Hewitt, 1927)
- Amietia wittei (Angel, 1924)

## Étymologie
Ce genre est nommé en l'honneur de Jean-Louis Amiet.

## Publication originale
- Dubois, 1987 "1986" : Miscellanea taxinomica batrachologica (I). Alytes, vol. 5, no 1, p. 7-95 (texte intégral).